# IGTV
IGTV는 iOS 또는 안드로이드 스마트폰의 인스타그램에서 운영되는 동영상 소프트웨어이다. 인스타그램 피드에 비해 더 긴 동영상을 허용하며, IGTV는 독립형 애플리케이션으로 사용할 수 있지만 기본 기능은 인스타그램 애플리케이션 및 웹사이트에서도 사용할 수 있다.